# 국제질병감독협회
국제질병감독협회 (International Society for Disease Surveillance, ISDS)는 미국 보스턴에 위치한 비정부기구로서, 보건 계통에서 질병 감독 분야를 위해 매년 컨퍼런스를 열고 있다. 10차 연례회의는 애틀란타에서 2011년 12월에 열렸다.